# Лаутеншлагер, Рубен
Рубен «Рубе» Лаутеншлагер (англ. Reuben "Rube" Lautenschlager; 7 сентября 1915, Ошкош, Висконсин, США — 5 января 1992, Ошкош, Висконсин, США) — американский профессиональный баскетболист, завершивший карьеру. Чемпион НБЛ в сезоне 1942/1943 годов.

## Ранние годы
Рубен Лаутеншлагер родился 7 сентября 1915 года в городе Ошкош (штат Висконсин), там же учился в одноимённой школе, в которой играл за местную баскетбольную команду. В 1938 году закончил Висконсинский университет в Ошкоше, где в течение трёх лет играл за команду «Ошкош Титанс», в которой провёл успешную студенческую карьеру. При Лаутеншлагере «Титанс» два раза выигрывали регулярный чемпионат межуниверситетской спортивной конференции Висконсина (1936—1937). Три сезона подряд включался в символическую сборную конференции (1936—1938), а также два года подряд становился её лучшим бомбардиром (1937—1938).

## Профессиональная карьера
Играл на позиции форварда, защитника и центрового. В 1938 году Лаутеншлагер заключил соглашение с командой «Шебойган Рэд Скинс», выступавшей в то время в Национальной баскетбольной лиге (НБЛ), в которой провёл всю свою спортивную карьеру. Всего в НБЛ провёл 9 сезонов. В сезоне 1942/1943 годов, будучи одноклубником Бадди Дженнетта, Кена Бюхлера, Эда Данкера и Кена Сюсенса, выиграл чемпионский титул в составе «Шебойган Рэд Скинс». Лаутеншлагер два раза включался во 2-ю сборную всех звёзд НБЛ (1940, 1944). Всего за карьеру в НБЛ Рубен сыграл 222 игры, в которых набрал 1442 очка (в среднем 6,5 за игру). Помимо этого Лаутеншлагер в составе «Рэд Скинс» девять раз участвовал во Всемирном профессиональном баскетбольном турнире, но без особого успеха.

## Смерть
Рубен Лаутеншлагер умер 5 января 1992 года на 77-м году жизни в городе Ошкош (штат Висконсин).